# Never Say Die!
Never Say Die! (рус. Не падай духом!) — восьмой студийный альбом британской рок-группы Black Sabbath, выпущенный в 1978 году. Последний в официальной дискографии, до воссоединения первоначального состава группы в 1997 году.
В ноябре 1997 года получил статус «золотого».

## Создание
Перед записью альбома Оззи Осборн покинул группу, и его на короткое время заменил бывший участник Savoy Brown и Fleetwood Mac, вокалист Дейв Уокер. С Уокером группа успела написать несколько песен и исполнить на радио во время шоу «Look Hear» песню «Junior’s Eyes» (также во время шоу была исполнена «War Pigs»).
Осборн, в конце концов, вернулся в группу, однако он не желал петь песни, написанные с Уокером. Эти песни были переписаны, кроме «Swinging The Chain», где ведущий вокал исполняет Уорд.
У группы не хватало материала для полноценного альбома и Уорд предложил себя в качестве вокалиста, что и было сделано. А в песне «A Hard Road» поют все четыре участника группы.
Как и в случае с предыдущим альбомом, оформлением обложки занималась студия Hipgnosis.

## Список композиций
Авторы — Тони Айомми, Терри «Гизер» Батлер, Билл Уорд, Оззи Осборн.
1. «Never Say Die» — 3:47
2. «Johnny Blade» — 6:27
3. «Junior’s Eyes» — 6:41
4. «A Hard Road» — 6:03
5. «Shock Wave» — 5:13
6. «Air Dance» — 5:15
7. «Over to You» — 5:21
8. «Breakout» — 2:36
9. «Swinging the Chain» — 4:06

## Участники записи
- Оззи Осборн — вокал, губная гармоника
- Тони Айомми — гитара
- Терри «Гизер» Батлер — бас-гитара
- Билл Уорд — ударные, вокал в песне «Swinging the Chain»

Приглашённые музыканты
- Дон Эйри — клавишные
- Джон Элстар — гармоника
- Вилл Мэлоун[англ.] — аранжировки духовых инструментов

## Сертификации
| Регион                                                      | Сертификация | Продажи  |
| ----------------------------------------------------------- | ------------ | -------- |
| США (RIAA)                                                  | Золотой      | 500 000^ |
| ^ Данные о тиражах приведены только на основе сертификации. |              |          |